# Saururusovke
Saururusovke (lat. Saururaceae), biljna porodica u redu paparolike. Ime je dobila po rodu saururus ili daždevnjakov rep (Saururus), vodenim trajnicama koje rastu po Sjevernoj Americi,  Kini, Japanu, Koreji, Indiji, Luzonu na Filipinima i Vijetnamu. 
Porodica je zastupljena od svega 6 vrsta,i to dva u rodu saururus, dva u rodu Gymnotheca i hutujnije i anemopsisa u monotipskim rodovima Houttuynia i Anemopsis.
Houttuynia cordata ili biljka kameleon je ljekovita i jestiva, koristi se u ajurvedi i tradicionalnoj kineskoj medicini.

## Rodovi
1. Saururus L. (2 spp.)
2. Houttuynia Thunb. (1 sp.)
3. Anemopsis Hook. & Arn. (1 sp.)
4. Gymnotheca Decne. (2 spp.)

## Vanjske poveznice
|  | Zajednički poslužitelj ima još gradiva o temi Saururaceae |
|  | Wikivrste imaju podatke o taksonu Saururaceae             |